# Ornitomim
Ornitomim (Ornithomimus) – roślinożerny dinozaur z grupy ornitomimozaurów (Ornithomimosauria); jego nazwa znaczy "naśladowca ptaka". Żył w późnej kredzie (ok. 71-65 mln lat temu) na terenach Ameryki Północnej.

## Budowa
Długość ciała ok. 3,5 m, wysokość ok. 2 m, masa ok. 100-150 kg. Bezzębna czaszka ornitomima okryta była rogowym dziobem, co upodabniało go do ptaka, czemu zawdzięcza swą nazwę. W czaszce mieścił się stosunkowo duży mózg, co w połączeniu z dużymi oczami, co umożliwiało ornitomimowi wypatrywanie zarówno pożywienia, jak i zagrożeń. Długie, masywne nogi zaopatrzone w pazury służyć mogły do obrony, tak, jak dzisiejszym strusiom. Długi, sztywny ogon stanowiący ponad połowę całkowitej długości ornitomima równoważył ciężar głowy i tułowia zapewniając stabilizację szczególnie w biegu. 

## Paleobiologia
Był jednym z najszybszych dinozaurów. Osiągał prędkość do 80 km/h, mogło mu to ułatwiać nie tylko ucieczkę przed większymi drapieżnikami, lecz także pogoń za ofiarami. Budowa kończyn przednich i szczęk ornitomima umożliwiała mu spożywanie nie tylko drobnych kręgowców, lecz także owadów, owoców, jaj nasion i liści. Długie dzioby mogły także służyć do odcedzania pokarmu z wody, tak jak robią to np. flamingi. 

## Kwestia upierzenia
Zelenitsky i współpracownicy (2012) opisali trzy szkielety przedstawicieli gatunku O. edmontonicus (dwóch dorosłych i jednego młodego) odkrytych w kanadyjskiej prowincji Alberta z zachowanymi śladami piór; ornitomim jest tym samym pierwszym przedstawicielem rodziny Ornithomimidae i pierwszym północnoamerykańskim dinozaurem, u którego potwierdzono występowanie piór. U osobnika młodego i jednego z osobników dorosłych występują włókniste protopióra, co wskazuje, że ten rodzaj upierzenia występował u ornitomimów przez całe życie. U drugiego z dorosłych osobników na kości promieniowej i łokciowej występują ślady, które autorzy opisu interpretują jako pozostałości po kontakcie z dudkami piór podobnymi do dudek pokryw ptaków; wskazuje to, że u dorosłych ornitomimów na kończynach przednich wyrastały pióra bardziej zbliżone budową do piór ptaków. Zdaniem Zelenitsky i współpracowników u dorosłych ornitomimów występowały pennibrachia – kończyny przednie z długimi piórami tworzącymi spłaszczoną powierzchnię przypominającą skrzydła ptaków, niesłużące jednak do latania. Nie wiadomo, na jakim dokładnie etapie rozwoju ornitomimów rozwijały się pennibrachia; wiadomo tylko, że działo się to później niż u ptaków – u tych ostatnich pióra wyrastają na skrzydłach w ciągu kilku tygodni od przyjścia na świat. Opisany przez Zelenitsky i współpracowników młody ornitomim mający w chwili śmierci mniej więcej rok (a więc będący w wieku, gdy ptaki mają już w pełni rozwinięte skrzydła) nie miał jeszcze charakterystycznych dla osobników dorosłych piór na kończynach przednich.
Foth, Tischlinger i Rauhut (2014) podeszli sceptycznie do hipotezy Zelenitsky i współpracowników (2012) dotyczącej budowy piór na kończynach przednich dorosłych ornitomimów. Zdaniem autorów nawet jeśli Zelenitsky i współpracownicy poprawnie zinterpretowali ślady na kości promieniowej i łokciowej ornitomima jako pozostałości po kontakcie z piórami, to z braku pozostałości samych piór nie można stwierdzić nic pewnego na temat ich budowy. Wielkość tych śladów wskazuje jedynie, że pióra na kończynach przednich dorosłych ornitomimów były grubsze i prawdopodobnie dłuższe niż włókniste protopióra młodych osobników. W ocenie Fotha, Tischlingera i Rauhuta ślady na kościach kończyn przednich ornitomima, uznane przez Zelenitsky i współpracowników za pozostałość po kontakcie z piórami podobnymi do ptasich pokryw, mogły równie dobrze być pozostałością po kontakcie z grubymi, włóknistymi piórami podobnymi do spotykanych u kazuarów. 

## Przypisy

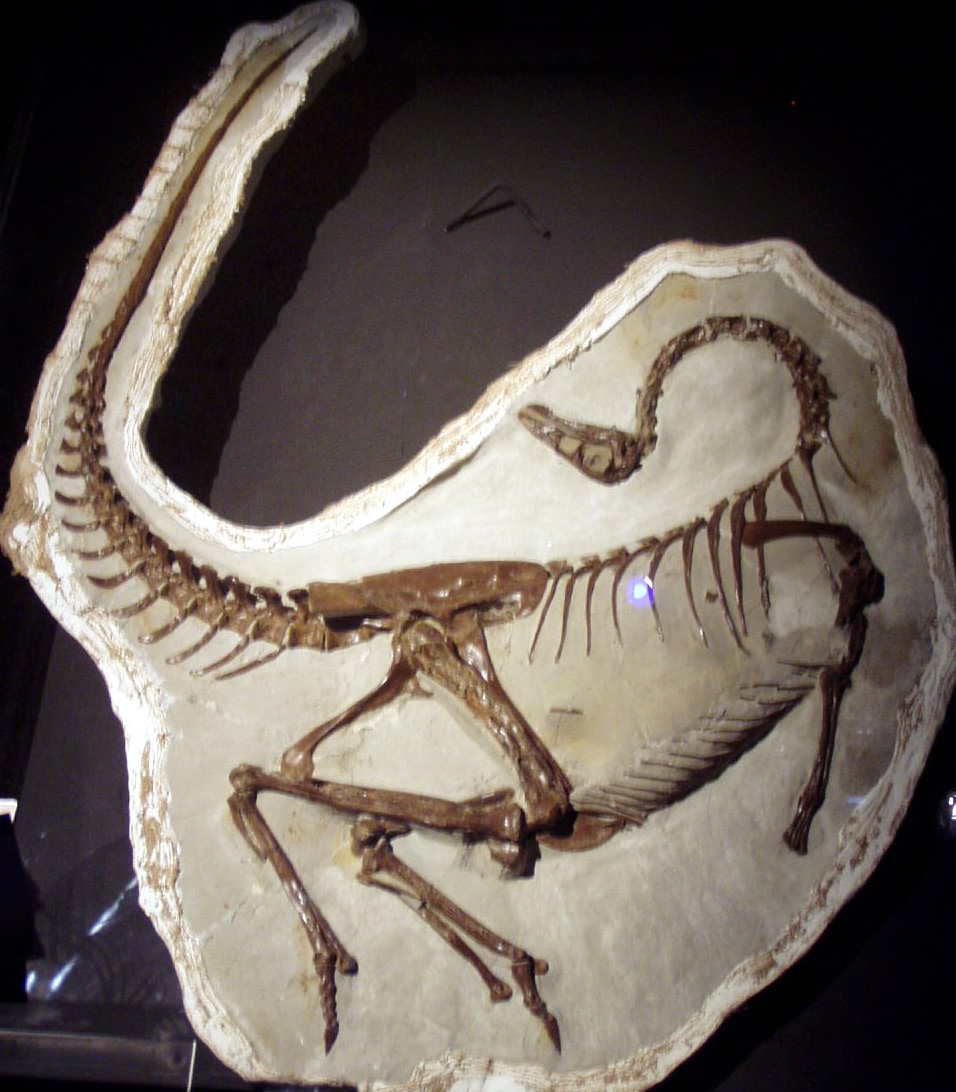
szkielet ornitomima w Royal Tyrrell Museum – okaz TMP 1995.110.1 z zachowanymi śladami na kościach przedniej kończyny mogącymi być śladami po dudkach piór